# Елбърт (окръг, Колорадо)
Вижте пояснителната страница за други значения на Елбърт.
Окръг Елбърт (на английски: Elbert County) е окръг в щата Колорадо, Съединени американски щати. Площта му е 4794 km², а населението - 25 642 души (2017). Административен център е град Кайоуа.